# Umberto Nobile
Pour les articles homonymes, voir Nobile.

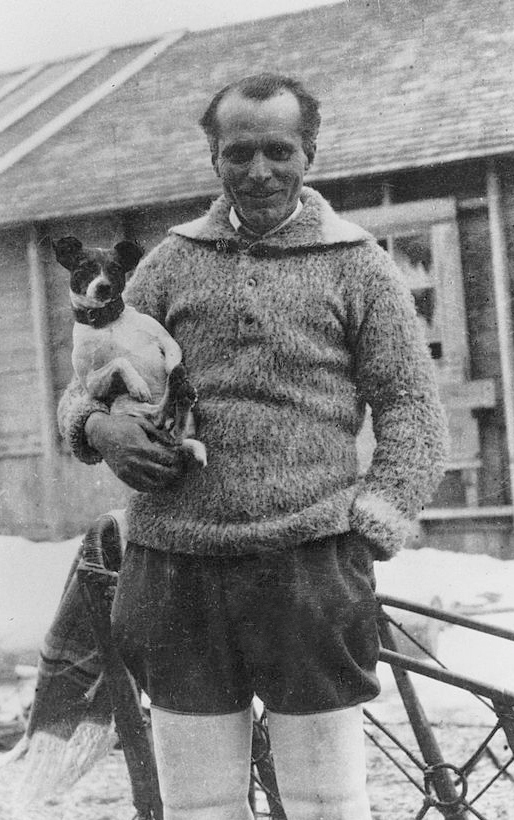
Umberto Nobile en 1926.

Umberto Nobile (Lauro, 21 janvier 1885 - Rome, 30 juillet 1978) est un ingénieur aéronautique et un explorateur italien.
Il fut professeur en construction aéronautique à l'Université de Naples pendant plus de trente ans, ainsi que directeur du Stabilimento militare di Costruzioni Aeronautiche de Rome de 1919 à 1928 et général du corps du génie aéronautique en qualité d'ingénieur de l'aviation militaire italienne.
Umberto Nobile fut un des pionniers et une des personnalités les plus remarquables de l'histoire de l'aéronautique italienne ; il devint célèbre pour avoir piloté le Norge, premier dirigeable qui survola le pôle Nord puis commandé le dirigeable Italia lors d'une deuxième expédition polaire.
Roald Amundsen, qui était devenu le premier homme à avoir atteint les deux pôles à la suite du voyage du Norge auquel il participait également, disparut deux ans plus tard, en juin 1928, en partant en mission de recherche et sauvetage de Nobile et de son équipage du dirigeable Italia, écrasé au nord du Spitzberg en revenant du pôle Nord.

## Biographie
Umberto est le fils de Vincenzo et Maria La Torraca de Eboli. Il obtint son diplôme avec mention en génie mécanique à l'Université de Naples en 1908. La même année, il obtint un diplôme en génie électrotechnique. En 1911, il remporta un concours et il fut admis à participer, à Rome, à des cours de construction aéronautique auprès du bataillon du génie militaire qui donna naissance à l'aéronautique militaire italienne.
En 1915, pendant la Première Guerre mondiale, il fut affecté, bien que n'ayant pas d'obligations militaires, à l'établissement militaire de construction et d'expérimentation aéronautique. Ce fut dans cet établissement qu'il conçut, en 1916, un nouveau dirigeable, baptisé « O », destiné à l'exploration de la mer.
En 1919, il fut nommé directeur du Stabilimento militare di Costruzioni Aeronautiche de Rome, au cours de cette période, il conçut le dirigeable Roma, destiné au service aérien de l'armée des États-Unis et dont la fin fut dramatique.

## Expéditions polaires

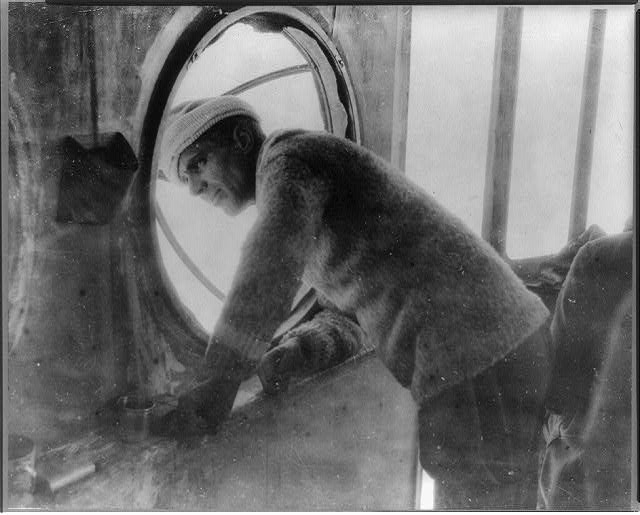
Nobile à bord du Norge en partance pour Spitzbergen, 1926.

### Norge
Par un itinéraire de 7 600 km passant par Pulham, Leningrad et Vadsø où sont construits les mats particuliers de l'amarrage, Nobile amène le dirigeable Norge au Svalbard qu'il atteint le 7 mai 1926 à 6 heures du matin.
Le 11 mai 1926, avec l'explorateur norvégien Roald Amundsen et son sponsor américain Lincoln Ellsworth, il partit de Ny-Ålesund (Svalbard), sa dernière escale avant d'aller au pôle, à bord du dirigeable Norge qu'il avait lui-même conçu. Ils atteignirent l'Alaska deux jours plus tard après avoir survolé le pôle. Ils accomplirent ainsi une traversée de plus de 5 300 km de vol ininterrompu. L'expédition était partie de Rome le 29 mars, en se dirigeant vers Oslo, où elle était arrivée le 14 avril. Le Norge alla ensuite vers Vadsø en passant par Leningrad ; le mât du dirigeable est d'ailleurs encore visible à Vadsø. L'expédition traversa la mer de Barents pour arriver à Ny-Ålesund (Svalbard), avant l'étape décisive au dessus du pôle Nord. Ce voyage donna lieu à une controverse entre Nobile et Amundsen qui s'approprièrent tous deux le mérite de l'expédition.

### Italia
Nobile revint au pôle Nord comme commandant du dirigeable Italia. Cette nouvelle expédition partit, le 15 avril 1928, de Milan. Après avoir traversé les Alpes, l'Autriche, la Tchécoslovaquie, l'Allemagne et la Suède, l'Italia arriva à Kongsfjorden, une base norvégienne dans les îles Svalbard. Après un premier voyage d'exploration à l'est des Svalbard, l'Italia partit pour le pôle Nord le 23 mai 1928. Lors de l'approche, il fut dans l'impossibilité d'atterrir comme prévu en raison des mauvaises conditions climatiques. Le dirigeable entama le voyage de retour mais il s'écrasa sur la glace au cours d'une violente tempête. Dix hommes, parmi lesquels Nobile, furent projetés sur la glace pendant que le dirigeable reprenait de la hauteur emportant avec lui les autres membres de l'équipage qui disparurent sans laisser de trace. Les survivants, plus chanceux, disposaient du matériel lancé in extremis depuis la nacelle : de la nourriture, une radio et une « tente rouge » qui leur permit de survivre sept semaines.

### Sauvetage de l'expéditionItaliaet controverses
Après ce tragique accident, une première expédition internationale de secours partit, et, un mois plus tard, Nobile fut sauvé par l'équipage d'un petit avion suédois. Lorsque le pilote Einar Lundborg revint chercher les autres membres de l'équipage, son avion s'écrasa, le laissant à son tour prisonnier des glaces. Au total, sept personnes de l'équipage de l'Italia périrent ainsi qu'Amundsen qui, ayant pris part aux recherches, disparut au-dessus des îles de glace à bord d'un hydravion Latham envoyé par la France.
Nobile fut accusé d'avoir abandonné ses hommes et il fut contraint de démissionner. Il s'adressa  directement à Benito Mussolini pour que la vérité historique soit établie, mais vainement. Nobile avait en Italo Balbo, ministre de l'Aviation et hiérarque fasciste, un grand ennemi qui, on le suppose, voulait imposer sa vision d'une aviation dépourvue des dispendieux et obsolètes dirigeables. Le gouvernement fasciste de l'époque abandonna Nobile à son destin et ce fut seulement après la fin de la Seconde Guerre mondiale que Nobile fut réhabilité par jugement d'une commission d'enquête et promu général.
Entre-temps, déçu, Nobile avait abandonné l'Italie en 1931 pour se rendre d'abord en Union soviétique, où il travailla pendant cinq ans à Dirijablestroï, près de Moscou, au programme soviétique de construction de dirigeables, notamment au projet W6 Ossoaviakhim. Il fut autorisé à quitter l'URSS en 1936 et se rendit alors aux États-Unis. Il ne rentra en Italie qu'en 1943.

## Fin de vie
De 1946 à 1948, Nobile fut député indépendant, proche du Parti communiste italien, au sein de l'Assemblée constituante.
Umberto Nobile s'occupa non seulement de projets de dirigeables, mais aussi de nombreux autres projets aéronautiques : il inventa, en 1918, le premier parachute italien et, en 1922, avec l'aide de l'ingénieur Giovanni Battista Caproni, il participa à la construction du premier avion métallique en Italie, le Caproni Ca.73. Il fut par ailleurs l'auteur de nombreux ouvrages techniques ainsi que de mémoires sur ses deux traversées polaires.
Âgé de 93 ans, Nobile meurt à Rome le 30 juillet 1978 après avoir célébré l'anniversaire des 50 ans de ses deux expéditions polaires. Le musée historique de l'aviation de Vigna di Valle perpétue la mémoire des exploits de Nobile dans une large collection permanente.

## Dans la fiction

### Cinéma
L'histoire de la tragique expédition du dirigeable Italia a servi de trame au film soviético-italien La Tente rouge (Krasnaya palatka) de Mikhaïl Kalatozov, sorti en 1969, avec Sean Connery dans le rôle d'Amundsen, Peter Finch dans celui de Nobile et Claudia Cardinale en infirmière. La musique du film a été composée par Ennio Morricone.
Le dessin animé Titina met en scène Umberto Nobile et son conflit avec Roald Amundsen.
Dans le film historique et biographique norvégien Voyage au bout de la Terre (Amundsen), réalisé par Espen Sandberg et sorti en 2019, son rôle est interprété par Luca Calvan.

## Sources
- (it) Cet article est partiellement ou en totalité issu de l’article de Wikipédia en italien intitulé « Umberto Nobile » (voir la liste des auteurs).